# Contea di Madison (Tennessee)
La contea di Madison in inglese Madison County è una contea dello Stato del Tennessee, negli Stati Uniti. La popolazione al censimento del 2000 era di 91 837 abitanti. Il capoluogo di contea è Jackson.